# Куничник різнобарвний
Куничник різнобарвний (Calamagrostis varia) — вид рослин із родини холодкових (Asparagaceae).

## Біоморфологічна характеристика
Кущиста багаторічна трав'яниста рослина 30–130 см заввишки. Кореневища короткі. Стеблини нерозгалужені, 3–4-вузлові, з гладкими міжвузлями. Листки 10–25 см завдовжки, 3–9 мм ушир, сиво-зелені, тьмяні, поверхня гола, низ шорсткий. Язичок завдовжки 2–6 мм, тупий. Волоть відкрита, тонка, прямовисна, щільна, 5–25 см завдовжки. Колосочки одноквіткові, завдовжки 4–6 мм, плямисто-пурпурові й зелені, з 2 однаково довгими, ширококубчастими, загостреними колосковими лусками завдовжки 4–6 мм. Лема з остюком, 4–6 мм завдовжки. Волоски біля основи леми численні й майже такі ж довгі як лема. Палея завдовжки з лему. Плід — зернівка. 2n=28. Період цвітіння: червень — серпень.

## Середовище проживання
Зростає у Європі: Албанія, Австрія, Чехія, Словаччина, Франція (у т. ч. Корсика), Німеччина, Греція, Угорщина, Італія (у т. ч. Сардинія), Польща, Румунія, Естонія, Швеція, Швейцарія, Україна, Хорватія, Словенія, Сербія та Косово; регіонально вимер у Бельгії.
В Україні вид росте у лісах, серед чагарників, на суходолових луках — у Расточчі-Опіллі (відомий із кількох місць на території Львівської обл.)

## Галерея

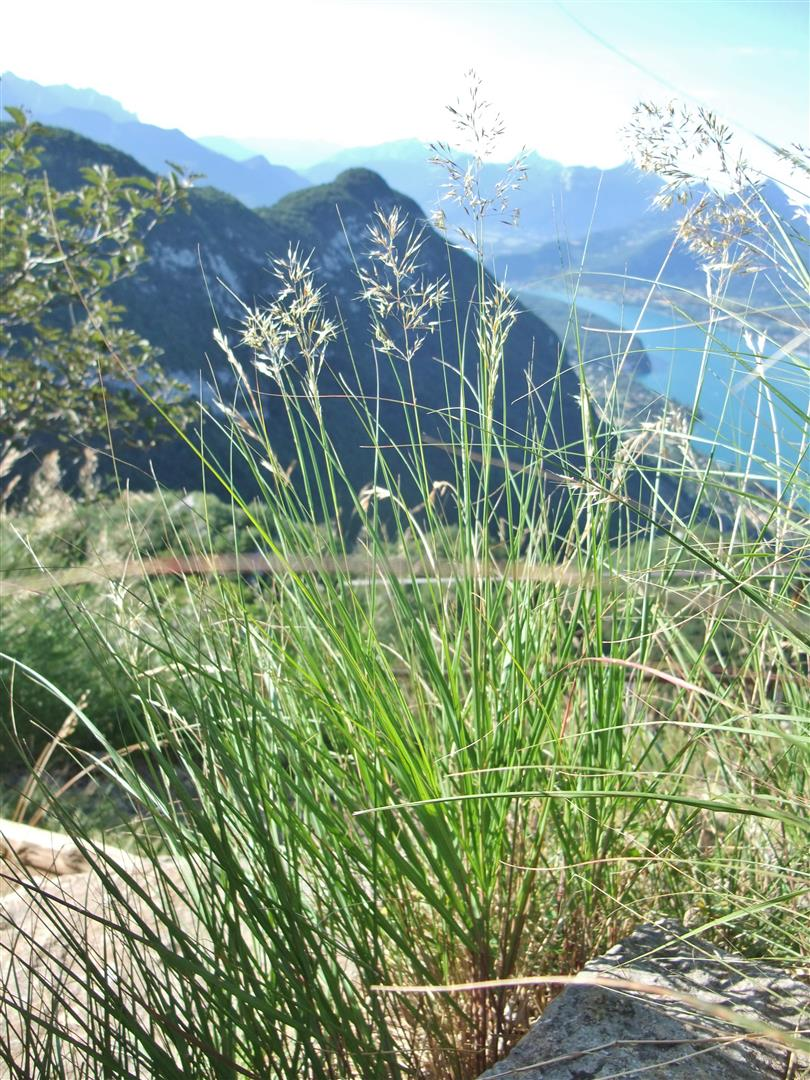
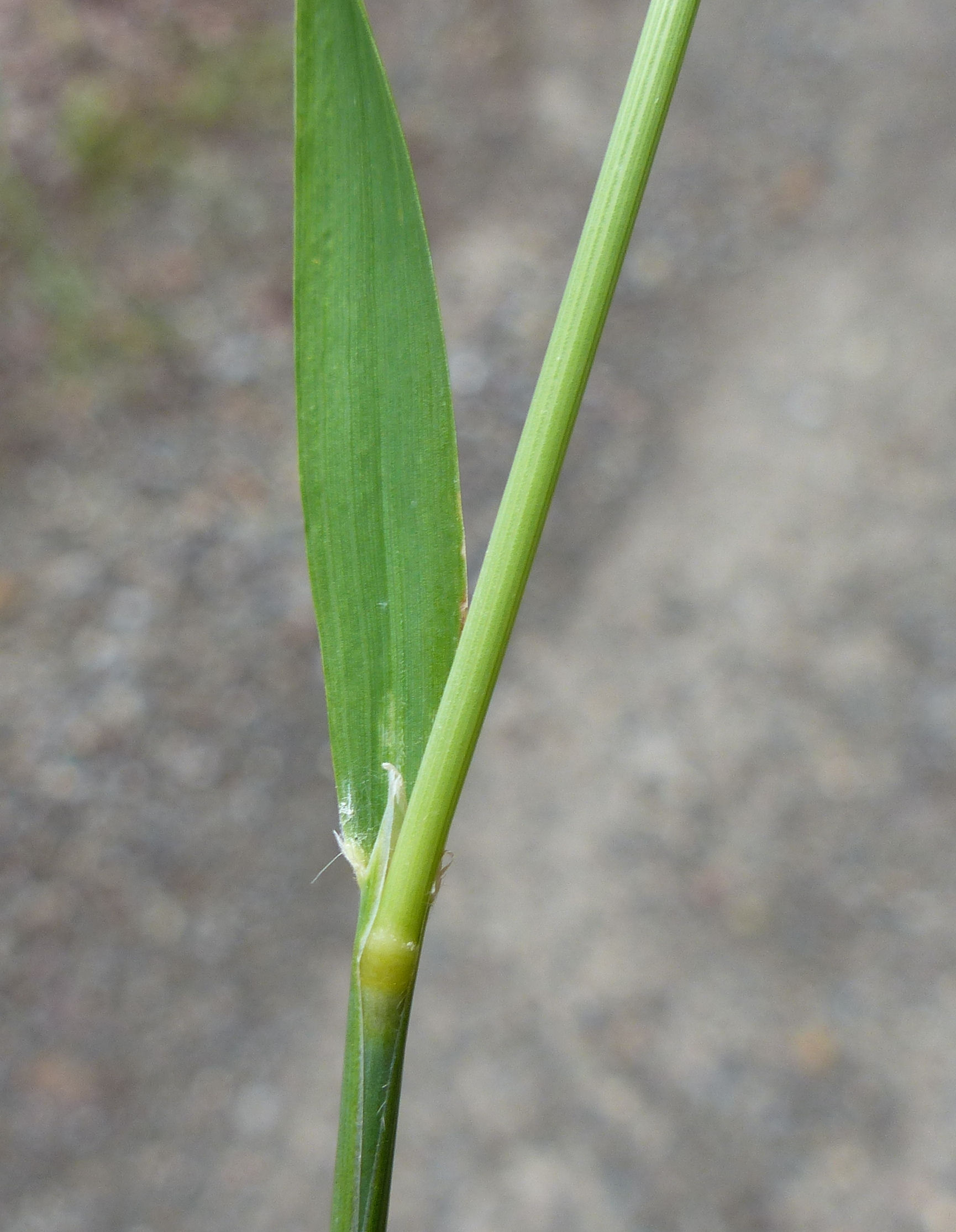
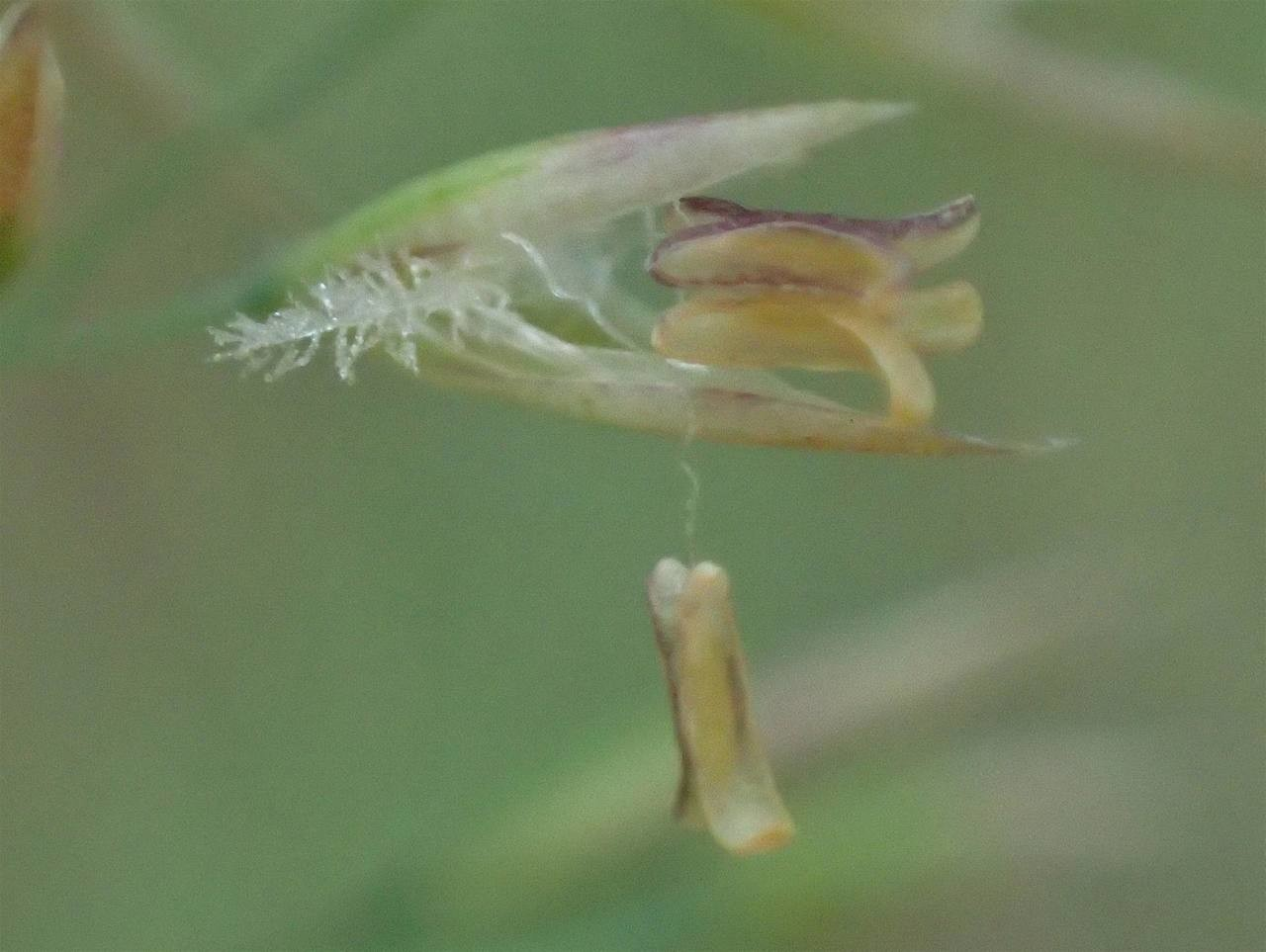
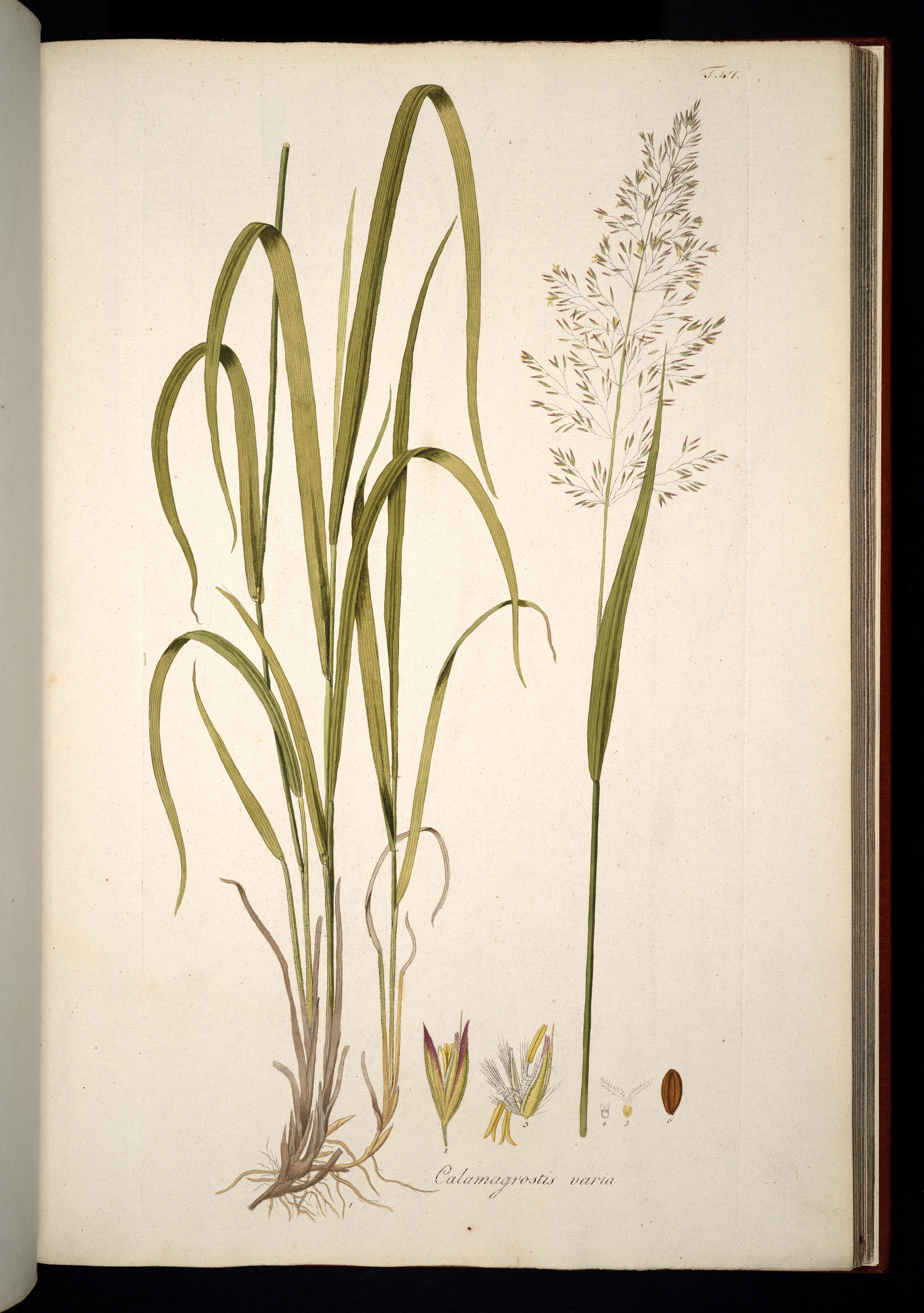